# Geoffroy-Alphonse Chocarne
Pour les articles homonymes, voir Chocarne.
Geoffroy-Alphonse Chocarne, né le 7 février 1797 à Boulogne, et mort le 1er janvier 1870 à Paris, est un peintre et graveur français.

## Biographie
Geoffroy-Alphonse Chocarne est le fils de Claude Chocarne, serrurier, et de Marie Geneviève Robbe.
Élève de Jean-Baptiste Regnault, il expose au Salon de 1838 à 1857. 
En 1853, il épouse Marie Joséphine Doré, institutrice.
Il meurt à l'âge de 72 ans à son domicile de la rue du Faubourg-Saint-Honoré.

## Œuvres dans les collections publiques
- Versailles, Musée de l'Histoire de France : Portrait de François-Adam Van der Meulen, peintre (1632-1690)[5],[6]
- Vitry-sur-Seine, Église Saint-Germain : Madeleine repentante (ou Sainte Marie-Madeleine en extase)[7]

## Œuvres exposées aux Salons parisiens
- Une jeune fille, au Salon de 1838, aquarelle
- Portrait de l’auteur, au Salon de 1839
- Jeune fille du canton d'Argovie, au Salon de 1840
- Portraits de deux sœurs, au Salon de 1841, aquarelle
- Sainte Madeleine en extase, au Salon de 1841
- Portrait de M. le vicomte A. de C., au Salon de 1842
- La Foi, au Salon de 1845
- La foi chrétienne, au Salon de 1852, dessin
- Coquette, au Salon de 1857
- Portrait, au Salon de 1857, dessin

## Élèves
- Berthe Morisot (1841-1895)
- Edma Morisot (1839-1921)